# Loy thompsoni
Loy thompsoni (Millen & Nybakken, 1991 è un mollusco nudibranchio della famiglia Corambidae.
L'epiteto specifico è un omaggio al malacologo inglese Thomas Everett Thompson (1933 - 1990).

## Descrizione
Le dimensioni variano da 3 a 6,5 mm.

## Distribuzione e habitat
Frequente al largo delle coste della California, dell'Alaska e dell'Isola di Vancouver, nella Columbia Britannica. Rinvenuto a profondità non superiori ai 7 metri.